# 沈寿昌
沈寿昌（1855年/1861年/1862年/1863年/1865年—1894年），字清河/清和，清朝江苏省上海县洋泾镇（今属上海市浦东新区）人。

## 生平
沈寿昌的家位於源深路奚家宅184号（現已拆毁）。1874年，沈寿昌在上海出洋总局肄业。1875年10月，在邝其照带领下，作为第四批中国留美幼童赴美留學（一說為1873年派出的第一批中国留美幼童），在美国诺维奇自由学校學習。
1881年，沈寿昌回到大清，進入天津北洋水师学堂學習，毕业后至北洋水師威远舰实习。后任威远舰二副。1882年，李氏朝鮮發生壬午兵变，滿清派威远舰等軍艦平息兵变，沈寿昌擢升把总，後调任济远舰大副。
1889年，擔任济远舰帮带（副舰长）兼领大副。1894年7月，济远舰执行护送高升号运兵赴李氏朝鲜的任务。25日7时护航途中，在丰岛海面遭日本吉野号等数艘军舰的袭击，丰岛海战爆發，沈寿昌在海戰中陣亡。沈寿昌是甲午战争中第一个陣亡的大清海军将领。清廷追授沈寿昌总兵衔。

## 家庭
沈寿昌之妻为嘉定人周氏（？—1953年），两人没有后嗣。沈寿昌去世后，其父沈子英将沈寿昌的三弟沈林昌的儿子沈星垣过继给周氏作为嗣子。

## 墓地
沈寿昌的遺骸起初葬于嘉定县三千里村，1964年墓葬被發現後遷至上海铁道学院西北侧墙外的小河边，挖坑深葬。1980年代，墓址所在地为上海铁道学院征用。1997年，上海铁道大学在校园内体育馆前建立沈寿昌墓址纪念碑，1998年落成。現位於同濟大學滬西校區校園內。